# Mount Brewster, Alberta
Mount Brewster är ett berg i Kanada.   Det ligger i provinsen Alberta, i den centrala delen av landet, 3 000 km väster om huvudstaden Ottawa. Toppen på Mount Brewster är 2 859 meter över havet.
Terrängen runt Mount Brewster är bergig söderut, men norrut är den kuperad.Trakten runt Mount Brewster är nära nog obefolkad, med mindre än två invånare per kvadratkilometer.. Närmaste större samhälle är Banff, 8,5 km sydost om Mount Brewster.
I omgivningarna runt Mount Brewster växer i huvudsak barrskog.